# Friends from the Beginning – Little Richard and Jimi Hendrix
Friends from the Beginning – Little Richard and Jimi Hendrix jest przedstawiany jako album Little Richarda i Jimiego Hendrixa został wydany w 1972 roku. Hendrix grał z Richardem zanim powstało The Jimi Hendrix Experience, jednak na tej płycie nie występuje.   

## Lista utworów
| 1.  | „Whole Lotta Shakin'”   | 3:01  |
|     |                         |       |
| 2.  | „Goodnight Irene”       | 2:49  |
|     |                         |       |
| 3.  | „Keep a Knockin'”       | 3:21  |
|     |                         |       |
| 4.  | „Going Home Tomorrow”   | 3:18  |
|     |                         |       |
| 5.  | „Belle Stars”           | 2:54  |
|     |                         |       |
| 6.  | „Tutti Frutti”          | 2:56  |
|     |                         |       |
| 7.  | „Lawdy Miss Claudie”    | 2:26  |
|     |                         |       |
| 8.  | „Why Don't You Love Me” | 3:12  |
|     |                         |       |
| 9.  | „Lucille”               | 2:55  |
|     |                         |       |
| 10. | „Hound Dog”             | 2:24  |
|     |                         |       |
| 11. | „Money Honey”           | 2:26  |
|     |                         |       |
| 12. | „Funky Dish Rag”        | 3:14  |
|     |                         |       |
|     |                         | 34:56 |
|     |                         |       |

## Źródła
- Joe Viglione: Friends from the Beginning – Little Richard and Jimi Hendrix. AllMusic. [dostęp 2021-02-12]. [zarchiwizowane z tego adresu (2021-02-12)]. (ang.).